# Antimétabole
L’antimétabole (substantif féminin), du grec anti (« en sens inverse »), de meta (« changer ») et de ballein (« en jetant »), littéralement : « répétition selon un ordre inversé », est une figure de style qui consiste en une répétition des mots apparaissant en début de phrase en fin de celle-ci mais dans un ordre différent comme dans l'expression « Il faut manger pour vivre et non pas vivre pour manger » de Molière.
L’antimétabole, appelée également antimétalepse ou antimétathèse (lorsqu'elle porte sur des graphèmes) se compose à la fois d’une anadiplose et une épanadiplose, autres figures de répétition par réarrangement.

## Exemples
- « L'enfance sait ce qu'elle veut, elle veut sortir de l'enfance. » (Jean Cocteau).
- « La métaphoricité est la contamination de la logique et la logique de la contamination. » (Jacques Derrida)[1].
- « La philosophie, comme théorie de la métaphore, aura d’abord été une métaphore de la théorie. » (Derrida)[2].
- « Et dans cette fiction de la vérité, Amérique serait le titre d'un nouveau roman pour la déconstruction de l'histoire et l'histoire de la déconstruction. » (Derrida)[3].
- « L'État de conscience est la conscience d'un État. » (Sartre).
- « Les murs ont des oreilles. Les oreilles ont des murs. » (slogan de Mai 68)
- « Le rétablissement de la Monarchie ne sera point une révolution contraire, mais le contraire de la Révolution. » (Joseph de Maistre).
- « Rien ne me verra plus, je ne verrai plus rien » (Victor Hugo)[4]
- « Il faut manger pour vivre et non pas vivre pour manger » (Valère dans L'Avare de Molière).
- « Là où le monde réel se change en simples images, les simples images deviennent des êtres réels. » (Guy Debord)[5].
- « L'élimination des potentialités humaines du monde du travail aliéné crée les préconditions de l'élimination du travail aliéné du monde des potentialités humaines » (Marcuse)[6].
- Roman des origines et origines du roman (titre d'un livre de Marthe Robert)
- « Absence de preuve n’est preuve d’absence » (axiome scientifique).
- « Ce n'est pas une image juste, c'est juste une image. » (Jean-Luc Godard).
- « Exiger qu'il soit renoncé aux illusions concernant notre situation, c'est exiger qu'il soit renoncé à une situation qui a besoin d'illusions » (Karl Marx).

## Définition

### Définition linguistique
Dans l'antimétabole « deux phrases font pour ainsi dire entre elles l'échange des mots qui les composent, de manière que chacun se trouve à son tour à la même place et dans le même rapport où était l'autre » (Le Littré et Gradus de Dupriez). Ainsi chez Bernanos, Essais :

« Je ne prétends pas justifier ma vie par mes livres, non pas plus que mes livres par ma vie. J'ai mené une vie de chien, non pas une chienne de vie. »

La figure joue sur l'élocution et sur la construction en opérant une permutation plus ou moins évidente :

« ce peuple paraît adorer le prince, et le prince adorer Dieu (La Bruyère, Les Caractères) ; elle est liée souvent à la figure de l'épanadiplose qui réside dans l'inversion fonctionnelle adorer le prince et de le prince adorer. »

Elle repose syntaxiquement sur un chiasme.
Néanmoins la figure ne concerne pas uniquement deux phrases : elle peut également s'appliquer sur une unique proposition comme dans « L'amour était toujours mêlé aux affaires et les affaires à l'amour » de Mme de La Fayette.
La figure peut porter sur n'importe quels mots : substantifs et adjectifs, mais également sur les actants discursif (sujets identifiés sémantiquement comme les patronymes) comme dans « (Nizan) ne concevait pas qu'il pût y avoir possession quand on ne possédait pas la femme, quand elle ne vous possédait pas » (Jean-Paul Sartre).

Néanmoins l'antimétabole requiert un minimum de construction syntaxique, proche de la forme canonique de la phrase, sans quoi il y a fausse antimétabole : 

« Vide et amour, amour et vide »

 (Yves Thériault, Cul-de-sac) qui tient alors davantage du chiasme ou de la paronomase.

#### Variante: l'antimétathèse
Cette figure proche consiste en un rapprochement de deux mots qui ne diffèrent que par l'ordre de succession de quelques lettres, ou graphèmes : « S'il se pouvait un chœur de violes voilées » (Louis Aragon, Les Yeux d'Elsa)
L'interversion des groupes vocaliques io et oi permet de rapprocher ces deux termes et de créer une image.
Dupriez la rapproche de la paronomase, cependant elle consiste à produire un effet par inversion, elle est donc plus proche du chiasme, comme l'antimétabole. On parle d'ailleurs par périphrase de chiasme sonore à son encontre, qui peut se produire même dans un mot : métamathématique présente les voyelles é et a puis a et é, ou encore dans l'expression « artiste attristé » les consonnes forment un chiasme phonique alors que les voyelles forment un parallélisme sonore.
Poussée à l'excès, l'antimétathèse peut aboutir à l'anagramme s'il y a dès lors remplacement des termes : « Diviniser, indiviser » (Michel Leiris, Glossaire)
Enfin elle peut être perçue comme un palindrome comme dans « C'est Adam, Madame, Adam du fait d'Evâh hâve » (James Joyce, Ulysse)
Elle est proche de l'équivoque également dans sa confusion sémantique.

### Définition stylistique
L'effet de l'antimétabole est majoritairement de dire la même chose avec d'autres mots ; elle est une reformulation.
En argumentation, elle permet de remettre en cause les liens de causalité d'un raisonnement, d'aboutir parfois à un paradoxe ou à un sophisme : « C'est la sélection darwinienne qui crée la finalité, et non pas la finalité qui crée la sélection » (Jacques Monod)
Le but stylistique est bien souvent les jeux de mots comme dans cette critique du poète Mercier à propos d'un vendeur de dictionnaires : « Il ne fait pas le Dictionnaire du commerce, mais le commerce du dictionnaire » (Guiraud, Les Jeux de mots).
L'ironie peut parfois être un effet masqué de l'antimétabole : la phrase aux mots inversées peut en effet être absente mais reproductible et décodable par l'interlocuteur. Par exemple James Joyce dit de son personnage principal Bloom qu'il est d'une « timidité congénitale », référence voilée à deux expressions populaires : « timidité maladive » et « maladie congénitale ».
Les associations sont une ressource permise par l'antimétabole, très utilisée par les surréalistes : les analogies produites suggèrent des images frappantes ou poétiques comme celle de Georges Perec : « un serpent à café avec un moulin à sonnettes » ou « un hussard de la farce avec un dindon de la mort », proche des contrepèteries lexicale ou des anagrammes.

### Genres concernés
La poésie construit souvent des vers sur cette figure, combinée alors à l'épiphore. Elle affecte les rimes et crée des effets poétiques de « miroir » souvent employés en poésie élégiaque ou lyrique :
Des milliers et des milliers d'années

Ne suffiraient pour dire

La petite seconde d'éternité

Où tu m'as embrassé

Où je t'ai embrassée.
— Jacques Prévert, Le Jardin
Les pronoms personnels je et tu sont mis en inversion, ce qui contribue littéralement à enlacer les amants, d'autant plus que l'effet de la rime renforce ce sentiment.
On peut constater dans les deux derniers vers de cet extrait, que Prévert utilise une antimétabole : les deux phrases qui se suivent sont construites avec les mêmes mots, mais le « je » et le « tu » sont syntaxiquement permutés, tour à tour sujet ou objet. Une façon de dire la réciprocité, l'union, et de décomposer en deux une seule et même chose (le baiser) pour la faire durer à l'infini.
Les slogans, publicitaires ou revendicatifs usent très souvent d’antimétaboles afin de frapper la conscience des récepteurs; ainsi une célèbre expression de Mai 68 est : « Les murs ont des oreilles. Les oreilles ont des murs. »

## Historique de la notion
Guiraud dans Les jeux de mots voit comme finalité à l'antimétabole : « à la fois [de] détruire le langage et [d']engendrer des images bizarres et souvent, à travers ces images, des vérités insolites qui prennent la logique en défaut », d'où une proximité sémantique de la figure avec le paradoxe.

### Figures proches
- Figure « mère » : répétition.
- Figures « filles » : aucune.
- Paronymes : aucun.
- Synonymes : antimétalepse (Littré, synonyme absolu), antimétathèse (Littré, figure qui ne porte que sur le rapprochement de deux mots différant par l'ordre de succession de quelques lettres), réversion (chez Pierre Fontanier ou Nicole Ricalens-Pourchot), commutation (lorsque les deux propositions sont de sens opposés), contrepèteries lexicale, chiasme.
- Antonymes : aucun.